# Bilangbilangan
Bilangbilangan est une petite île des Philippines, située dans le détroit de Cebu, une voie d’eau entre les îles de Bohol et Cebu. L’île est administrée localement par le barangay de Bilangbilangan, qui est sous la juridiction de la municipalité de Tubigon, province de Bohol. Elle se trouve à environ 9 km au nord-ouest du port de Tubigon. Bilangbilangan est l’une des îles du groupe situé dans le banc de Danajon, la seule double barrière de corail des Philippines, connue pour être riche en ressources marines. Les résidents de l’île sont des pêcheurs qui fournissent des fruits de mer aux marchés de la région voisine de Metro Cebu. Avec une superficie d’environ un hectare (2,5 acres) et une population de 471 habitants, Bilangbilangan a une très forte densité de population, c’est l’une des îles les plus densément peuplées du pays.
Il y a une autre île au large de la côte dans la ville de Bien Unido à l’est de Bohol, qui porte le même nom que Bilangbilangan. Les gens appellent cette île Bilangbilangan East pour la distinguer de l’île de Tubigon.

## Éducation
L’île dispose d’une école publique, l’école primaire de Bilangbilangan.

## Énergie
Une centrale électrique diesel de 0.055 MW fournit de l’électricité à Bilangbilangan. L’installation est exploitée par la National Power Corporation. En complément, des panneaux solaires et des stations de recharge d’une capacité de 2,8 kW ont été installés à Bilangbilangan (ainsi que sur l’île de Batasan) avec le soutien des administrations locales et de Greenpeace pour renforcer les capacités locales de réponse aux catastrophes, comme le super typhon Odette (nom international « Rai ») en 2021. La province de Bohol a été l’une des régions les plus touchées, et été privée d’électricité pendant des mois, ce qui a paralysé l’approvisionnement en eau, les communications, la mobilité et l’activité économique. Si un cyclone tropical coupe l’énergie pendant des jours, les stations de recharge permettront d’alimenter des équipements essentiels tels que des appareils de communication, des ordinateurs, des lumières, des pompes à eau, la filtration de l’eau et la réfrigération des aliments et des médicaments. Pour une utilisation quotidienne, les panneaux compléteront la capacité énergétique existante et fourniront de l’énergie aux écoles voisines pour les ventilateurs et le matériel multimédia.

## Menaces naturelles
Mis à part les puissants typhons qui menacent l’île et le reste des Philippines, l’île semble avoir été submergée après le séisme de 2013 à Bohol, de magnitude 7,2, en octobre 2013. Le tremblement de terre a provoqué l’abaissement de la surface du sol, connu sous le nom d’affaissement ou de tassement du sol. Pour cette raison, en plus des effets du changement climatique, à marée haute, l’eau de mer inonde toute l’île de Bilangbilangan. Cette élévation extrême du niveau de la mer a eu un impact considérable sur les habitants de l’île. Les îles voisines, telles que Ubay, Pangapasan et Batasan, ont également connu la même mésaventure. L’US Geological Survey a confirmé que depuis le tremblement de terre, les îles du détroit de Cebu ont été inondées à une profondeur allant jusqu’à 43 cm à marée haute. Bien que le gouvernement ait proposé un programme de relocalisation, de nombreux habitants ne veulent pas partir, choisissant plutôt de rester sur l’île puisque leur mode de vie dépend de la pêche,,

## Transports
Il n’y a pas de liaisons régulières ou programmées vers Bilangbilangan, mais il existe des bangkas motorisées affrétées qui voyagent entre le port de Tubigon et Bilangbilangan. L’île est également accessible directement par une bangka amarrée au port de pêche de Pasil à Cebu City.

### Artciles connexes
- Liste des îles des Philippines